# Val-de-Roulans
Val-de-Roulans ist eine französische Gemeinde mit 197 Einwohnern (Stand: 1. Januar 2022) im Département Doubs in der Region Bourgogne-Franche-Comté.

## Geographie
Val-de-Roulans liegt auf 400 m, sieben Kilometer westlich von Baume-les-Dames und etwa 23 Kilometer nordöstlich der Stadt Besançon (Luftlinie). Das Dorf erstreckt sich in der gewellten Landschaft zwischen den Flusstälern von Doubs und Ognon, auf einem Plateau südöstlich des Mont Bichoux.
Die Fläche des 2,99 km² großen Gemeindegebiets umfasst einen Abschnitt in den äußersten nordwestlichen Höhenzügen des Juras. Der zentrale Teil des Gebietes wird von einem Plateau eingenommen, das durchschnittlich auf 400 m liegt. Es ist überwiegend mit Acker- und Wiesland bestanden. Nach Norden senkt sich dieses Plateau zum Quellgebiet des Ruisseau de la Beule, gegen Süden leitet ein sanft geneigter, bewaldeter Hang (Bois du Chanoi, Gros Buisson) zum Becken von Pouligney über. Im Nordwesten reicht das Gemeindeareal bis an den Fuß des Mont Bichoux, im Osten auf die Waldhöhe des Bois du Grand Val. Hier wird mit 423 m die höchste Erhebung von Val-de-Roulans erreicht. Auf dem gesamten Areal gibt es keine oberirdischen Fließgewässer, weil das Niederschlagswasser im verkarsteten Untergrund versickert.
Die Gemeinde Val-de-Roulans besteht aus zwei Ortsteilen:
- Le Val de Dessous (402 m) auf dem Plateau am Rand des Gros Buisson
- Le Val de Dessus (400 m) auf dem Plateau am Westrand des Bois du Grand Val

Nachbargemeinden von Val-de-Roulans sind La Bretenière im Norden, Baume-les-Dames im Osten, Breconchaux und L’Écouvotte im Süden sowie Le Puy und Villers-Grélot im Westen.

## Bevölkerung
| Jahr                       | 1962 | 1968 | 1975 | 1982 | 1990 | 1999 | 2012 | 2016 |
| Einwohner                  | 53   | 41   | 43   | 50   | 63   | 84   | 169  | 192  |
| Quellen: Cassini und INSEE |      |      |      |      |      |      |      |      |

Mit 197 Einwohnern (Stand 1. Januar 2022) gehört Val-de-Roulans zu den kleinsten Gemeinden des Départements Doubs. Nachdem die Einwohnerzahl in der ersten Hälfte des 20. Jahrhunderts abgenommen hatte (1968 wurden nur noch 41 Personen gezählt), wurde seit Beginn der 1970er Jahre wieder ein deutliches Bevölkerungswachstum verzeichnet. Seither hat sich die Einwohnerzahl beinahe verfünffacht.

## Wirtschaft und Infrastruktur
Val-de-Roulans war bis weit ins 20. Jahrhundert hinein ein vorwiegend durch die Landwirtschaft (Ackerbau, Obstbau und Viehzucht) und die Forstwirtschaft geprägtes Dorf. Noch heute leben die Bewohner zur Hauptsache von der Tätigkeit im ersten Sektor. Außerhalb des primären Sektors gibt es nur wenige Arbeitsplätze im Dorf. Einige Erwerbstätige sind auch Wegpendler, die in den umliegenden größeren Ortschaften ihrer Arbeit nachgehen.
Die Ortschaft liegt abseits der größeren Durchgangsstraßen an einer Departementsstraße, die von Breconchaux nach La Bretenière führt. Der nächste Anschluss an die Autobahn A36 befindet sich in einer Entfernung von ungefähr elf Kilometern. Eine weitere Straßenverbindung besteht mit Villers-Grélot.